# Carme Sansa i Albert
Carme Sansa i Albert (Barcelona, 22 de febrer de 1943) és una actriu catalana de teatre i de televisió.

## Biografia
Carme Sansa és una de les actrius més sòlides de l'escena catalana. Va ser inicialment, a més d'alumna, mestra de l'escola Isabel de Villena, dirigida per Carme Serrallonga i Calafell i continuadora, en la postguerra, de la tradició pedagògica del mític Institut-Escola de la Generalitat del període republicà. La influència d'aquell centre va ser decisiva en la seva evolució i també en el gust pel teatre, que aviat es convertiria, després del seu ingrés el curs 1963-1964 a l'Escola d'Art Dramàtic Adrià Gual, en una dedicació plena. D'aleshores ençà ha viscut intensament l'aventura escènica.
Des de l'any 1966 i a la mítica Cova del Drac, la seva participació en espectacles de cabaret literari, actuant juntament amb Pep Torrents, el seu company sentimental durant anys, la convertí en puntal d'un gènere avui força desaparegut. Entre les diverses obres que ha interpretat destaquen textos de Bertolt Brecht, William Shakespeare, Salvador Espriu, Ramón María del Valle-Inclán, Marguerite Duras i darrerament Samuel Beckett, entre molts altres autors.
Simultàniament, Sansa destaca com a activista social, liderant moviments d'esquerres contra els conflictes armats a Iugoslàvia i a l'Iraq, i en defensa dels drets de les dones i de la llengua catalana. Durant el Procés, es va significat a favor de la independència de Catalunya en diversos actes.

## Premis i distincions
Sansa va obtenir el Premi Sebastià Gasch del 1978 per la seva dedicació al music-hall català, així com el Premi de la Crítica Teatral de Barcelona en dues ocasions (1994 i 1996). L'any 1991 fou guardonada amb el Premi Margarida Xirgu per Un dia qualsevol. El 1997 va rebre el Premi Butaca a la millor actriu de teatre pel seu paper a l'obra Company. El 2004 li fou atorgada la Creu de Sant Jordi i el 2012 fou guardonada amb el Premi Nacional de Teatre, concedit per la Generalitat de Catalunya.

## Televisió
- Doctor Caparrós, medicina general (1979), sèrie d'humor de RTVE Catalunya.
- Amor meu (1981), sèrie d'humor de RTVE Catalunya.

- Secrets de família (1995), sèrie dramàtica de Televisió de Catalunya (TVC)
- Dones d'aigua (1997-1998), sèrie dramàtica de TVC
- Carles, Príncep de Viana (2001), minisèrie històrica de 2 episodis, dirigida per Sílvia Quer
- Nit i dia (2016-2017), sèrie de thriller de TVC
- Benvinguts a la família (2018-2019) sèrie de comèdia negra de TVC